# シメジ属
シメジ属 (Lyophyllum) はシメジ科の属の一つ。ホンシメジなどの食菌が属する。従来はキシメジ科に置かれていたが、DNAの塩基配列に基づく系統解析の結果から、シメジ科に移された。

## 特徴
腐生菌や菌根菌、アンモニア菌など生態は種によってさまざまである。共通する特徴としては、ひだが成熟しても白いということである。
ホンシメジやハタケシメジなど優秀な食菌が含まれる一方、オシロイシメジなどの毒菌も少なからず存在する。

## 主な種類
- ホンシメジ (Lyophyllum shimeji) - 「匂い松茸味シメジ」の言葉の通り非常に美味な食菌。イッポンシメジ属とはひだの色で区別できる。
- ハタケシメジ (L. decastes) - ホンシメジほどではないが美味なキノコ。菌根菌ではないので栽培も可能。ホンシメジに近縁。
- シャカシメジ (L. fumosum) - 釈迦の頭のように固まって生えるキノコ。菌根菌。食用。美味。
- オシロイシメジ (L. connatum) - 真っ白なキノコ。硫酸鉄をひだにつけるとスミレ色に変色する。毒。
- スミゾメシメジ (L. semitale) - ハタケシメジなどに似ているが傷つけると黒く変色。食用。
- タマニョウソシメジ (L. gibberosum) - 動物の尿がまかれた場所に発生。食不適。
- イバリシメジ (L. tylicolor) - 動物の尿がまかれた後に発生。食不適。